# Amor Maior
Amor Maior (Au nom de l'amour) est une telenovela portugaise diffusée entre le 12 septembre 2016 et le 30 septembre 2017 sur SIC.
En France, elle est diffusée sur Novelas TV dans l'offre Canal entre le 30 janvier 2018 et le 27 juin 2018 et rediffusée entre le 25 février 2020 et le 22 juillet 2020  et est disponible en streaming sur MyTF1 et est diffusée sur Nina Novelas en 2021-2022 et rediffusée le 13 février 2024 . En Belgique et au Luxembourg, la série est disponible sur RTLPlay.
Elle est aussi diffusée en Outre-Mer sur Antenne Réunion depuis le 21 janvier 2019.

## Synopsis
Pour l’amour de ses frères, Clara affrontera Francisca, sa belle-mère, et sacrifiera la passion d’une vie. Francisca a toujours voulu la vie et la fortune que sa demi-sœur, Laura avait. Elle est responsable de la mort de sa demi-sœur, a épousé son mari et a adopté les plus jeunes filles. Maintenant, elle projette de tuer son mari, mais elle est découverte par Clara, la fille aînée de Laura, qui la dénonce. Personne ne croit en Clara et son père finit par la chasser de chez elle. En même temps, son frère cadet doit des dettes et il travaille avec Wolf. Le problème est que Wolf commence à voir Clara avec d’autres yeux, tombant amoureux de celle-ci. Clara est confrontée à un problème car elle n'a pas la garde de ses sœurs, Daniela et Marta et elle doit tout faire pour l'obtenir. Francisca ne facilite pas la vie de Clara car elle tombe amoureuse de son bien-aimé, Manel, en finissant par avoir une liaison avec lui. Mais quand Manel se rend compte que Francisca n’est pas ce qu’il pense, cela finit bientôt et il retourne vers Clara. Clara et Manel vivent alors une belle histoire d’amour.

## Distribution
| Acteur/Actrice              | Personnage                     | Saison       | Saison       | Saison |
| Acteur/Actrice              | Personnage                     | 1            | 2            |        |
| --------------------------- | ------------------------------ | ------------ | ------------ | ------ |
| Sara Matos (pt)             | Clara Resende Borges           | Protagoniste | Protagoniste |        |
| José Fidalgo (pt)           | Manel Paiva                    | Protagoniste | Protagoniste |        |
| Inês Castel-Branco (pt)     | Francisca Alves Borges         | Antagoniste  | Antagoniste  |        |
| José Mata (pt)              | Paulo Costa (Lobo)             | Antagoniste  | Protagoniste |        |
| João Reis (pt)              | Gonçalo Nascimento             | Guest        | Antagoniste  |        |
| Ana Padrão                  | Laura Resende                  | Guest        | Protagoniste |        |
| Maria João Luís (pt)        | Pilar Tavares                  | Régulière    | Régulière    |        |
| Rogério Samora (pt)         | Vicente Resende                | Régulier     | Régulier     |        |
| Victória Guerra             | Diana Almeida                  | Régulière    | Régulière    |        |
| Maria João Abreu (pt)       | Dolores Matias                 | Régulière    | Régulière    |        |
| José Raposo (pt)            | Armando Matias                 | Régulier     | Régulier     |        |
| Sofia Sá da Bandeira (pt)   | Helena Machado Paiva           | Régulière    | Régulière    |        |
| Margarida Carpinteiro (pt)  | Amália Machado                 | Régulière    | Régulière    |        |
| Júlio César (pt)            | Joel Correia                   | Régulier     | Régulier     |        |
| Lia Gama (pt)               | Teresa Alves Resende           | Régulière    | Régulière    |        |
| Miguel Damião (pt)          | Jorge Almeida                  | Régulier     | Régulier     |        |
| Rita Loureiro (pt)          | Edite Paiva Neto               | Régulière    | Régulière    |        |
| Rúben Gomes (pt)            | Sebastião Araújo               | Régulier     | Régulier     |        |
| Dânia Neto (pt)             | Liliana Faria                  | Régulière    | Régulière    |        |
| Rui Unas (pt)               | António Manuel Cerejo (Tomané) | Régulier     | Régulier     |        |
| Oceana Basílio (pt)         | Miranda Sousa                  | Régulière    | Régulière    |        |
| Jorge Corrula (pt)          | Raul Sousa                     | Guest        | Régulier     |        |
| Tiago Teotónio Pereira (pt) | Ricardo Tavares Resende        | Régulier     | Régulier     |        |
| Tiago Aldeia (pt)           | Henrique Franco                | Régulier     | Régulier     |        |
| Cleia Almeida               | Bárbara Tavares Resende        | Régulière    | Régulière    |        |
| João Jesus (pt)             | Gabriel Neto                   | Régulier     | Régulier     |        |
| Filipa Areosa (pt)          | Mafalda Tavares Resende        | Régulière    | Régulière    |        |
| Ana Guiomar (pt)            | Maria Preciosa Dias            | Régulière    | Régulière    |        |
| João Baptista (pt)          | Telmo Santos                   | Régulier     | Régulier     |        |
| Mariana Norton (pt)         | Alice Oliveira                 | Régulière    | Régulière    |        |
| Diogo Valsassina (pt)       | Nelson Matias                  | Régulier     | Régulier     |        |
| Catarina Rebelo (pt)        | Marta Resende Borges           | Régulière    | Régulière    |        |
| João Maneira                | Afonso Resende Borges          | Régulier     | Régulier     |        |
| Cecília Henriques           | Gisela Torres                  | Régulière    | Régulière    |        |
| Hélder Agapito (pt)         | Joaquim Paiva                  | Régulier     | Régulier     |        |
| Matamba Joaquim (pt)        | Timóteo Neto                   | Régulier     | Régulier     |        |
| Hugo Tavares (pt)           | Nuno Correia                   | Récurrent    | Récurrent    |        |
| Marco Mendonça              | Lucas Preguiça                 | Régulier     | Régulier     |        |
| Miguel Costa                | Alberto Cruz                   | Régulier     | Régulier     |        |
| Miguel Frazão               | Rogério Mendes (Roger)         | Régulier     | Régulier     |        |
| Samuel Alves                | Miguel Almeida                 | Régulier     | Régulier     |        |
| Beatriz Frazão              | Daniela Resende Borges         | Régulière    | Régulière    |        |
| Alexandre Jorge             | Alexandre Paiva                | Régulier     | Régulier     |        |
| Madalena Almeida (pt)       | Cátia Sousa                    | Régulière    | Régulière    |        |
| Miguel Monteiro (pt)        | Carlos Manuel Fontes Paiva     | Guest        | Guest        |        |

## Prix et nominations
Au nom de l'amour a été élue meilleure telenovela aux Soap Awards France 2018.